# François-André Danican Philidor
François-André Danican Philidor, francoski šahist in skladatelj, * 1. september 1726, † 31. avgust 1795, London.
Njegov priimek Danican je škotskega porekla. Eden njegovih prednikov je igral oboo v Versaillesu in kralj Ludvig XIII. je bil nad njim tako navdušen, da ga je poimenoval Philidor, po enem prejšnjih virtuozov na pihalih (Filidori-ju).
V 1740-ih je bil nepremagljivi šahist, igral je tudi slepe simultane igre. Izdal je sloviti šahovski priročnik Analyse du jeu des Échecs (1749). Najbolj znana je njgova t. i. Philidorova obramba (1. e4 e5 2. Nf3 d6).
Med letoma 1750 in 1770 je bil vodilni francoski operni skladatelj. V svoji relativno kratki glasbeni karieri je skomponiral  21 komičnih oper in eno opero serio.
Zaradi francoske revolucije je bil prisiljen ostati v Angliji, kjer se je slučajno mudil. (Zaradi povezav s francoskim dvorom ga je nova vlada postavila na seznam sovražnikov države). Pokopan je v cerkvi St. James, (Piccadily) v Londonu. Nekaj dni po njegovi smrti so njegovi sorodniki dosegli, da ga je vlada izbrisala iz omenjenega seznama.

## Opere
Blaise le Savetier (1759)
Le Quiproquo ou le Volage fixé (1759)
Le Jardinier et son seigneur (1761)
Le Maréchal-Ferrant (1761)
Sancho Pança dans son île (1762)
Le Bûcheron ou les Trois souhaits (1763)
Le Sorcier (1764)
Tom Jones (1765)
Ernelinde (1767)
Le Jardinier de Sidon (1768)
L'Amant déguisé ou le Jardinier supposé (1769)
La Nouvelle école des femmes (1770)
Le Puits d'amour (1779)
L'amitié au village (1785)
Thémistocle (1786)
La Belle Esclave (1788)
Bélisaire (1796, op. posth.)

## Links
- [fr] Philidor, le joueur d’échecs raconté par son descendant sur le site Mieux jouer aux échecs
- [fr] Philidor, musicien, joueur d’échecs et homme de son temps Arhivirano 2007-03-10 na Wayback Machine. a large article by Dany Sénéchaud (4 parts :2 Arhivirano 2007-03-10 na Wayback Machine., 3 Arhivirano 2007-03-17 na Wayback Machine., 4 Arhivirano 2007-03-10 na Wayback Machine.)